# Kirchdorf an der Amper
Kirchdorf an der Amper este o comună din landul Bavaria, Germania.